# Cranfield Airport

i7
i11
i13
Der Cranfield Airport (ICAO-Code: EGTC) ist der Flugplatz der Cranfield University und dient hauptsächlich zur Ausbildung von Piloten und für Testflüge, obwohl er von der Civil Aviation Authority auch für den öffentlichen Verkehr zugelassen ist. Der Flugplatz liegt 13 km südwestlich von Bedford in Bedfordshire, England und hat eine 1799 m lange Start- und Landebahn.

## Geschichte
Der Bau des Flugplatzes begann 1936 und am 1. Juni 1937 wurde der Stützpunkt der Royal Air Force eröffnet, die die Anlage am 1. Juli desselben Jahres in Betrieb nahm. Nach dem Beginn des Zweiten Weltkrieges wurde die Royal Air Force Station Cranfield (kurz RAF Cranfield) ausgebaut. Die Graspisten wurden durch feste Start- und Landebahnen ersetzt. Die deutsche Luftwaffe bombardierte den Flugplatz ab Sommer 1940. Im August 1941 wurde eine Ausbildungseinheit eingerichtet, die vor allem den Nachteinsatz mit Bristol Blenheims übte. Nach Kriegsende wurde der Flugbetrieb im Juni 1945 zunächst eingestellt, doch einige Monate später wurde eine Schule für Testflieger von Boscombe Down hierher verlegt.
1946 erfolgte die Gründung des College of Aeronautics, Windkanäle und andere Ausbildungseinrichtungen wurden errichtet. Ende der 1950er Jahre fiel die Entscheidung, die Schule auf andere technische Disziplinen zu erweitern und so entstand schließlich die Einrichtung, die heute den Namen Cranfield University trägt.

## Navigation
Als Navigationshilfen gibt es ein ungerichtetes Funkfeuer 3,5 nautische Meilen nordöstlich des Flugplatzes und die Landebahn 21 ist mit einem Instrumentenlandesystem ausgestattet.